# Lycus Sulci

Lycus Sulci (THEMIS)

Lycus Sulci é uma formação no quadrângulo de Amazonis em Marte, com a sua localização centrada a 24.6° latitude norte e 141.1° longitude oeste.  Sua extensão é de 350 km e recebeu um nome clássico para formação de albedo. 

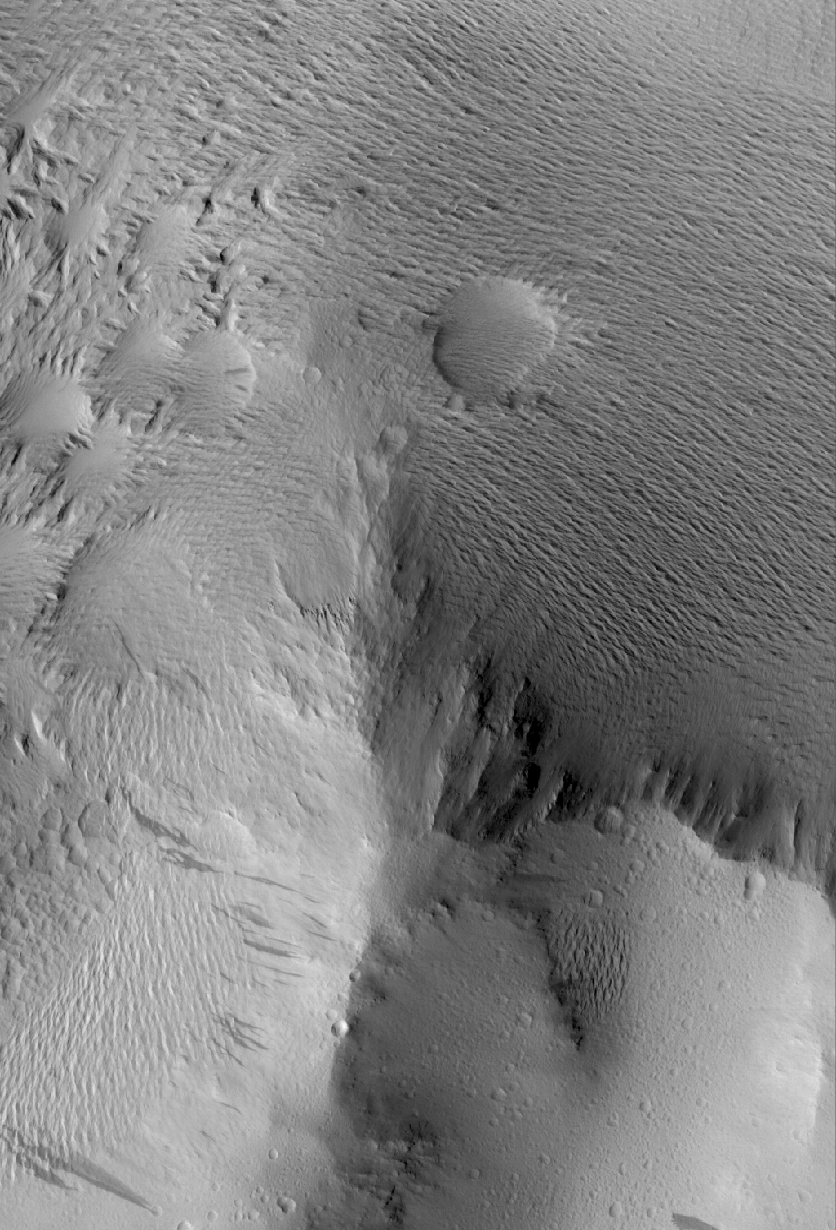
Pequenas montanhas de Lycus Sulci. A imagem abrange uma área de três quilômetros.
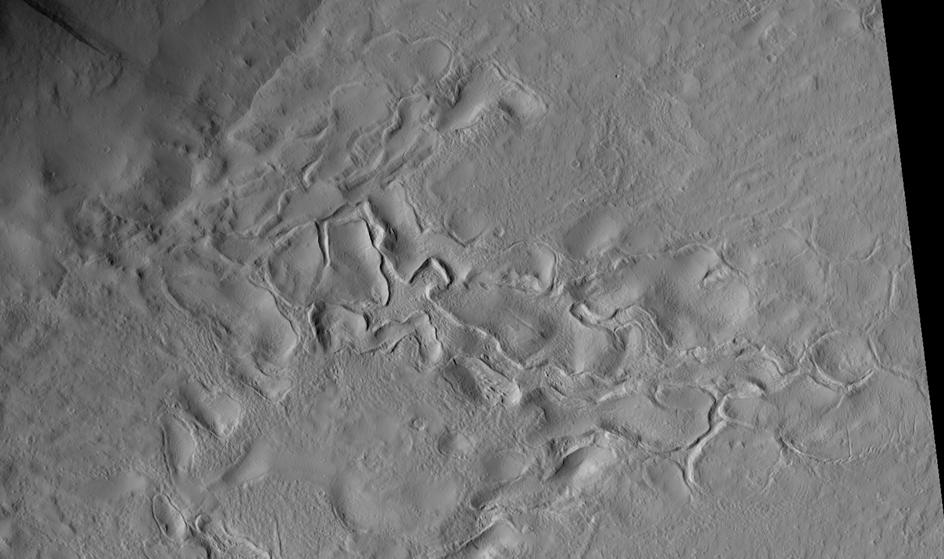
Formações na superfície de Lycus Sulci, visto pela HiRISE sob o programa HiWish.
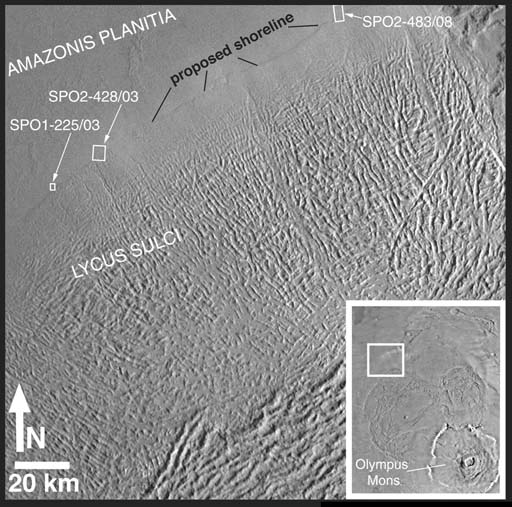
Bordas de Lycus Sulci.